# George Patterson (écrivain)
Pour les articles homonymes, voir George Patterson.
George Neilson Patterson (né le 19 août 1920 à Falkirk, Écosse - mort le 28 décembre 2012 à Auchlochan, Lesmahagow, Écosse), connu également sous le nom de Patterson du Tibet, est un ancien missionnaire, ingénieur et travailleur humanitaire écossais ayant exercé en tant que journaliste, médecin et diplomate pour le mouvement de résistance tibétain lors de l’invasion chinoise.

## Biographie
Il est allé en Chine en tant que missionnaire en 1946 et de 1947 à 1950 avec Geoffrey Bull. Il travailla parmi les Khampas dans le Tibet oriental (Kham). Quand la Chine envahit le Tibet, il alla à la frontière indo-tibétaine où il resta, étudiant et écrivant au sujet des affaires politiques des pays et peuples himalayens, tandis que Bull fut emprisonné sous l'accusation d’espionnage.
Journaliste indépendant, George Patterson est correspondant pour The Observer et pour The Daily Telegraph au moment du soulèvement tibétain de 1959. Michel Peissel le rencontra une première fois en avril 1964 à Katmandou.
En avril 1973, alors qu'il est journaliste à Hong Kong, il joua un rôle dans la négociation d'une réunion avec des responsables chinois et Kundeling Woeser Gyaltsen qui rentrait d'une visite au Japon en passant par Hong Kong, marquant le début des efforts du Dalaï-lama pour initier un dialogue avec les dirigeants chinois.
Le 25 mars 2011, il reçoit le prix Lumière de la vérité.  Dans une lettre présentée avec la récompense, une simple lampe à beurre symbolisant la lumière jetée par le récipiendaire sur la cause du tibétaine, l’envoyé spécial du Dalaï-lama, Lodi Gyaltsen Gyari, a dit : « C’est pour moi un honneur de vous communiquer par écrit la décision du Bureau de la Campagne internationale pour le Tibet de vous remettre le prix Lumière de la vérité, la plus haute distinction du monde tibétain pour le service au Tibet. Le Conseil des directeurs, présidé par Richard Gere, a pris cette décision à l’unanimité et avec enthousiasme et, en leur nom, je vous félicite du fond du cœur. En tant que Khampa, j’ai le plaisir de vous apporter cette nouvelle à vous, Khampa Gyau (le Khampa barbu), nom par lequel sa sainteté le Dalaï-lama vous appelle tendrement et avec humour. »

## Publications
- George Neilson Patterson, Tibetan Journey, UK, Faber & Faber, 1952
- George Neilson Patterson, God's Fool, USA, Doubleday, 1954
- (en) George Neilson Patterson, Up and Down Asia, 1956
- George Neilson Patterson, Tragic Destiny, 1958
- George Neilson Patterson, Tibet in Revolt, 1960
- George Neilson Patterson, Peking Versus Delhi, USA, Praeger, avril 1963
- George Neilson Patterson, The Unquiet Frontier, USA, Dragonfly Paperbacks, mai 1964
- George Neilson Patterson, Christianity in Communist China, USA, Word, 1968
- (en) George Neilson Patterson, Christianity and Marxism, UK, Paternoster Press, 1983
- (en) George Neilson Patterson, Requiem For Tibet, London, UK, Aurum Press, 1990, 234 p. (ISBN 1-85410-111-0)
- (en) George Neilson Patterson, The China Paradox : Christ Versus Marx, UK, Word Books, 1990
- (en) George Neilson Patterson, Patterson of Tibet, USA, Promotion Publishing, 1998, 541 p. (ISBN 1-57901-026-1)
- Journey with Loshay - A Tibetan Odyssey, préface John Pilkington, The Long Riders' Guild Press, 2004,  (ISBN 978-1590481684 et 1590481682)

## Publications collaboratives

### Avec Meg Patterson
- (en) George Neilson Patterson, Addictions Can Be Cured, UK, Lion, 1975
- (en) George Neilson Patterson, Getting Off The Hook, USA, Harold Shaw, 1983
- (en) George Neilson Patterson, The Power Factor, UK, Word, 1987
- George Neilson Patterson, The Paradise Factor, UK, Word, 1994

## Contributions
- (en) Werner editor Klatt, The Chinese Problem, OUP & HKUP, 1965
- Guy editor Wint, Asia Handbook, Blond; Penguin, septembre 1966

## Documentaires

### Conseiller et scénariste
- 1967 : Raid Into Tibet avec Adrian Cowell et Chris Menges
- 1970 : Chasing the Dragon
- 1980 : Synanon